# 추방 (영화)
《추방》(러시아어: Изгнание, 영어: The Banishment)은 러시아 연방에서 제작된 안드레이 즈비아긴체프 감독의 2007년 드라마 영화이다. 마리아 보네비 등이 주연으로 출연하였고 드미트리 레스네프스키 등이 제작에 참여하였다.

## 출연

### 주연
- 마리아 보네비
- 알렉산드르 바루예프
- 콘스탄틴 라브로넨코

## 같이 보기
- 러시아의 영화